# Колкуит (окръг, Джорджия)
Окръг Колкуит (на английски: Colquitt County) е окръг в щата Джорджия, Съединени американски щати. Площта му е 1443 km², а населението - 44 821 души. Административен център е град Мюлтрий.